# Christa Schweng

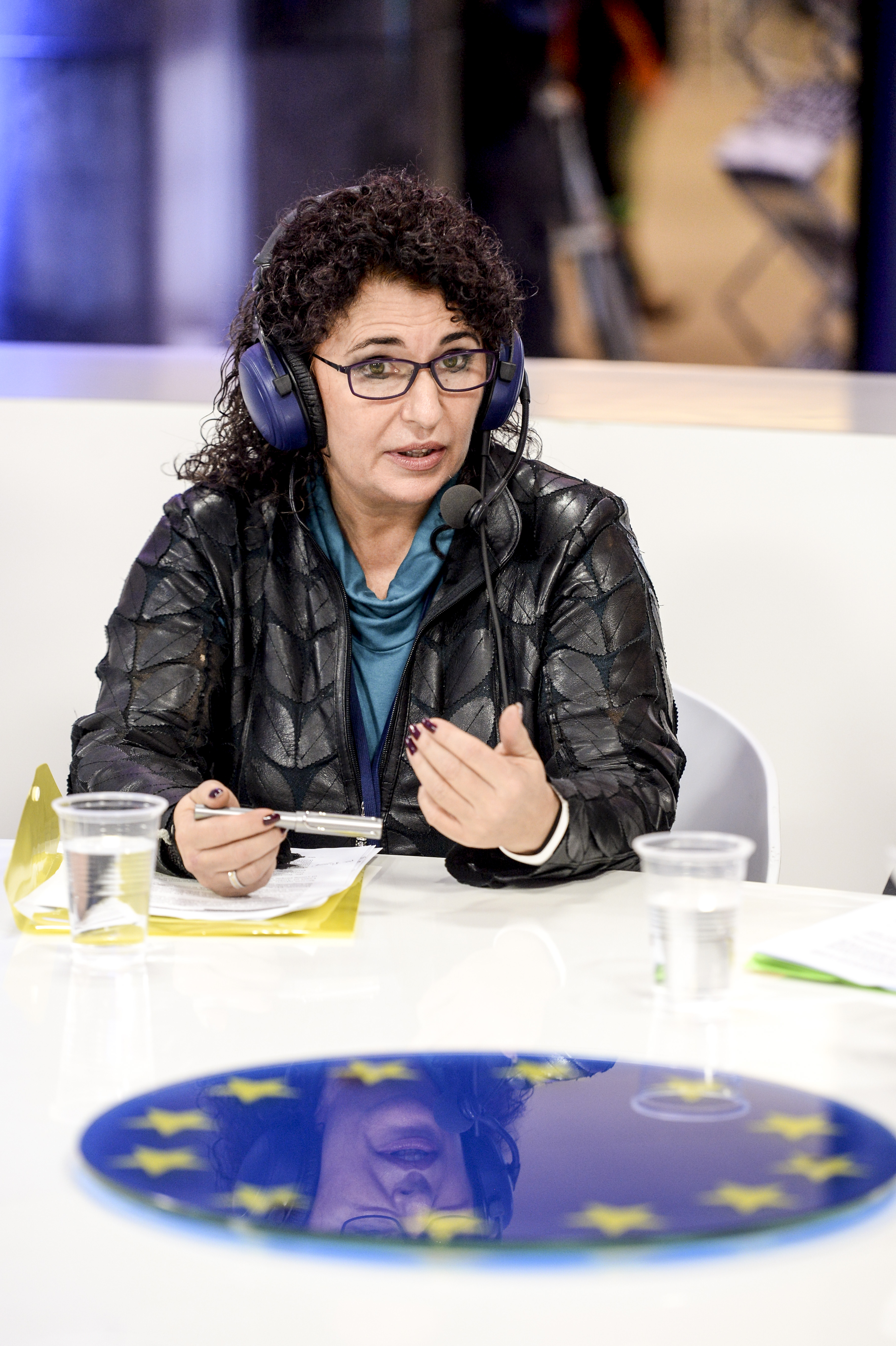
Christa Schweng

Christa Schweng (* 1965) ist eine österreichische Juristin und seit dem 28. Oktober 2020 die 33. Präsidentin des Europäischen Wirtschafts- und Sozialausschusses (EWSA).

## Derzeitige Tätigkeit
Vom EWSA abgesehen ist sie für die Wirtschaftskammer Österreich (WKÖ) tätig, wo sie seit 1994 leitende Referentin in der Abteilung für Sozialpolitik und Gesundheit ist.
Seit 1995 ist Frau Schweng Mitglied des Ausschusses für soziale Angelegenheiten von SMEunited, dem sie zwischen 2001 und 2009 vorsaß. Ebenso ist sie seit 1995 Mitglied des Verwaltungsrats der Europäischen Agentur für Sicherheit und Gesundheitsschutz am Arbeitsplatz; sowie Mitglied des Beratenden Ausschusses für Sicherheit und Gesundheit am Arbeitsplatz, welcher die Europäische Kommission bei Maßnahmen im Bereich Arbeitsschutz unterstützt.
Am 28. Oktober 2020 wurde Christa Schweng zur Präsidentin des Europäischen Wirtschafts- und Sozialausschusses (EWSA) gewählt, bei dem sie seit 1998 Mitglied ist. Die Amtszeit beträgt zweieinhalb Jahre.
Ihre Ziele als Präsidentin sind eine wirtschaftlich prosperierende, sozial inklusive und ökologisch nachhaltige Europäische Union. Sie will mit der Arbeit des EWSA einen entscheidenden Beitrag zur Erholung Europas nach der COVID-19-Pandemie und seiner künftigen Widerstandsfähigkeit leisten.

## Berufserfahrung
Von 1991 bis 1994 besuchte sie ein Weiterbildungsprogramm bei der Wirtschaftskammer Österreich in dessen Rahmen sie Praktika in der Abteilung für Rechtspolitik sowie in der GD Binnenmarkt und Finanzdienstleistungen der Europäischen Kommission absolvierte. Zudem war sie Attachée in der österreichischen Freihandelsdelegation bei der Europäischen Union.

## Bildungsweg
Zwischen 1983 und 1984 war sie für ein Sprachstudium in Paris, bevor Sie von 1984 bis 1990 ein Studium der Rechtswissenschaften (Magistra) an der Universität Wien absolvierte. Frau Schweng spricht Deutsch, Englisch und Französisch fließend und kann sich auf Spanisch verständigen.